# USA:s justitiedepartement

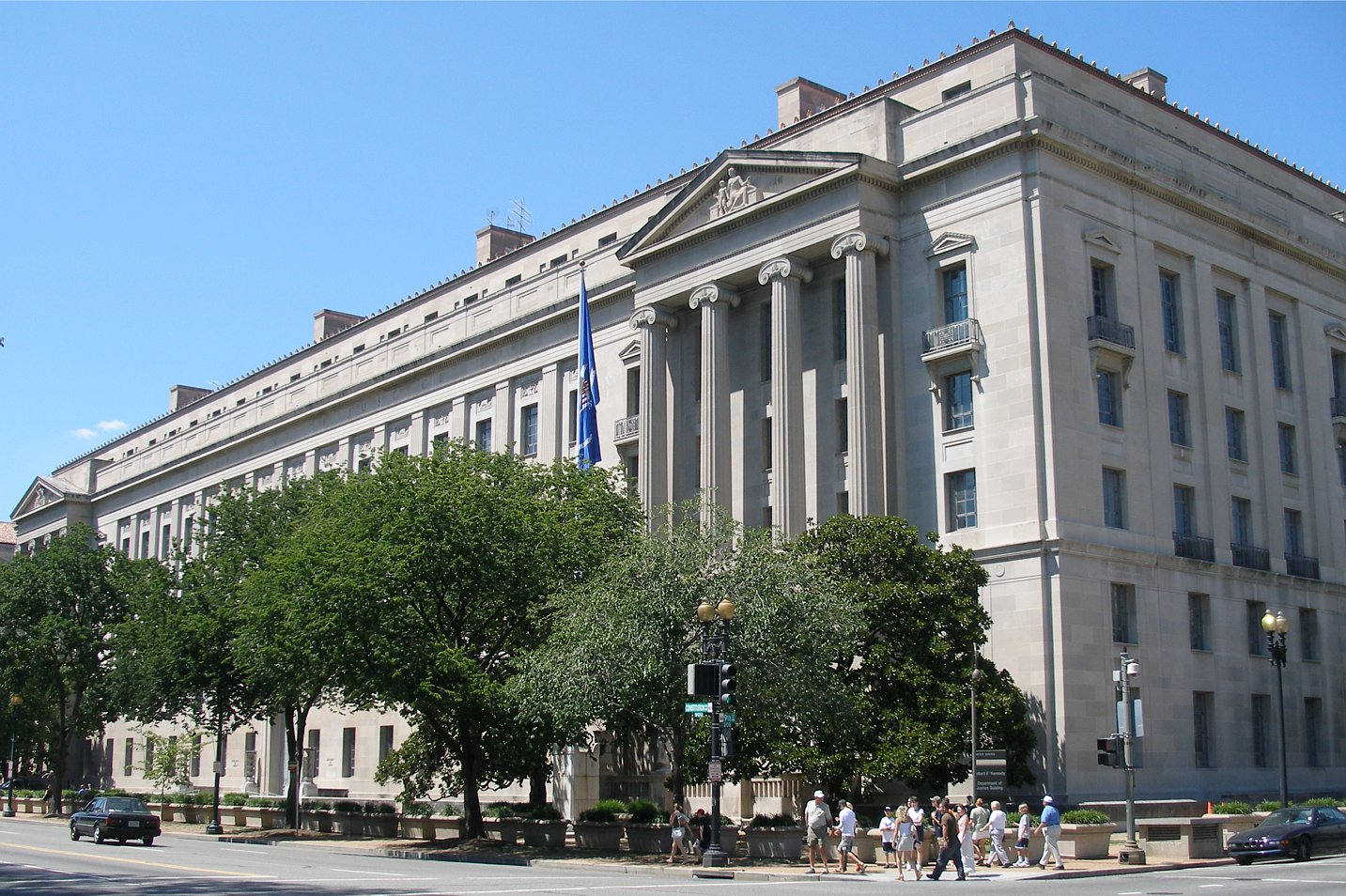
Robert F. Kennedy Department of Justice Building vid 950 Pennsylvania Avenue NW i centrala Washington, DC.

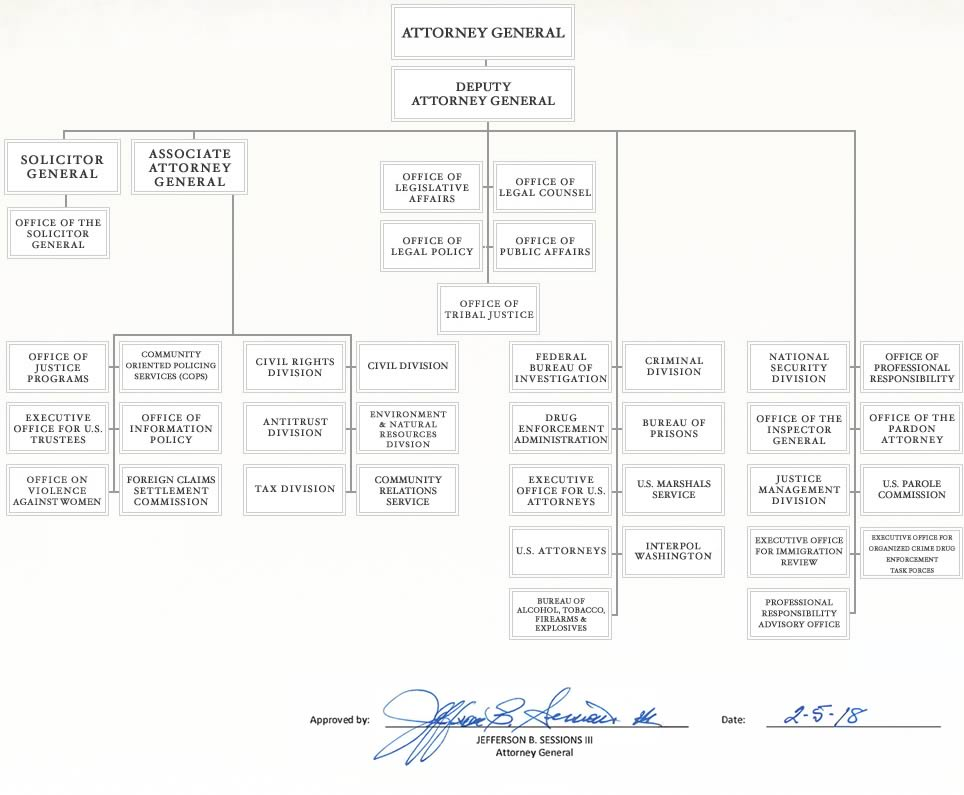
Organisationsschema (2018).

USA:s justitiedepartement (engelska: United States Department of Justice, DOJ) är ett regeringsdepartement och del av den verkställande grenen av USA:s federala statsmakt. Departementet ansvarar för det federala åklagarväsendet, att allmän ordning upprätthålls mot inhemska och utländska hot, samverkan med Interpol, brottsprevention samt ansvar för federala fängelsen. 
USA:s justitieministerämbete (Attorney General) inrättades 1789 och var ett enmansjobb fram till 1870 då justitiedepartementet slutligen inrättades. Dess huvudkontor är Robert F. Kennedy Department of Justice Building i centrala Washington, D.C..

## Bakgrund
Befattningen som Attorney General infördes med Judiciary Act of 1789 som ett enmansjobb på halvtid, men i takt med att arbetsuppgifterna växte utökades byråkratin. Ursprungligen gav ämbetsinnehavaren också jurdiska råd till både USA:s kongress och presidenten, men slutade med de föregående i 1819 på grund av den höga arbetsbelastning det medförde. Ledamoten av USA:s representanthus William Lawrence (1819-1899) föreslog 1867 ett särskilt departement som skulle ledas av Attorney General. 19 februari 1868 introducerade William Lawrence förslaget i en motion, men hade inget genomslag, eftersom president Andrew Johnson offentligen gav uttryck att något behov ej förelåg. Ett liknande förslag blev antaget av båda kamrarna 25 februari 1870, president Ulysses S. Grant skrev 22 juni under lagen som skapade justitiedepartmentet. Departementet påbörjade sin verksamhet den 1 juli samma år. 

## Ledning
Justitiedepartementet leds av USA:s justitieminister (som på engelska har titeln Attorney General) som utnämns av USA:s president med senatens råd och samtycke. Justitieministern biträds av Deputy Attorney General samt Associate Attorney General. En annan viktig medarbetare är justitiekanslern (Solicitor General), som företräder den verkställande grenen av den federala statsmakten inför USA:s högsta domstol.

## Myndigheter
|  | ATF  | Bureau of Alcohol, Tobacco, Firearms and Explosives         | 1972 |  |
|  | DEA  | Drug Enforcement Administration                             | 1973 |  |
|  | FBI  | Federal Bureau of Investigation                             | 1908 |  |
|  | FBP  | Federal Bureau of Prisons                                   | 1930 |  |
|  | OJP  | Office of Justice Programs (I vilket bland annat BJS ingår) | 1984 |  |
|  | OIG  | Office of the Inspector General                             | 1989 |  |
|  | USMS | U.S. Marshals Service                                       | 1789 |  |